# Abudefduf saxatilis
Espèce
Statut de conservation UICN

 LC  : Préoccupation mineure
Abudefduf saxatilis est un poisson que l'on trouve dans les mers chaudes des Caraïbes et de Floride ainsi que sur toute la côte atlantique du continent américain, de Rhode Island jusqu'à l'Uruguay.

## Répartition, habitats
Aabudefduf saxatilis apprécie tous les milieux dans son habitat, avec une préférence pour les eaux peu profondes. 

## Description

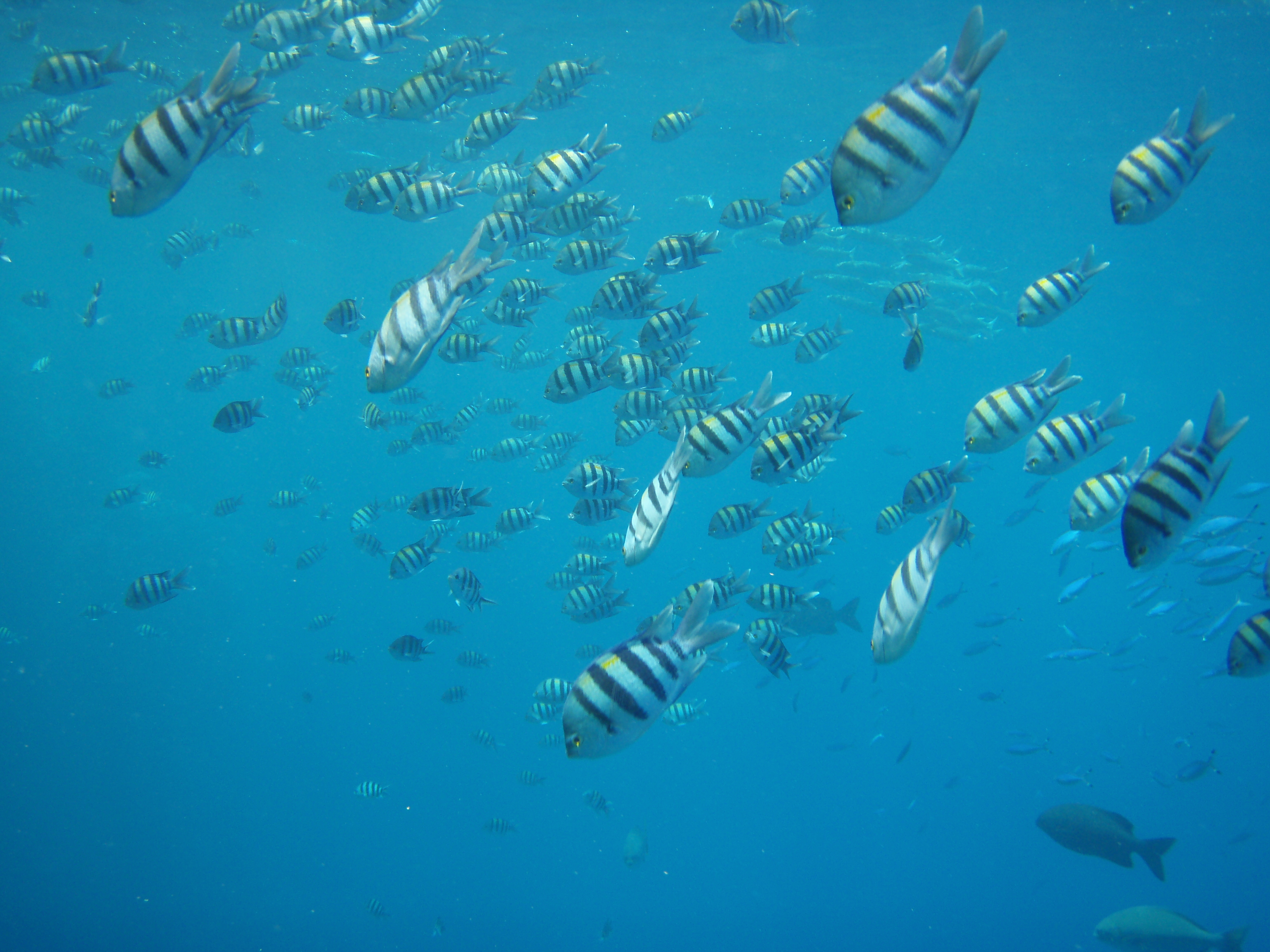
Abudefduf saxatilis est une espèce grégaire, qui aime se déplacer en petits groupes

La taille adulte d'Abudefduf saxatilis est en moyenne de 15 cm et peut atteindre au maximum 22 cm. Son poids maximum est de 200 g.

Il est caractérisé par 5 rayures noires verticales sur ses flancs, qui se rétrécissent vers le ventre. 

Les écailles de son dos sont jaunes. 

Ses flancs et le dessous est blanc.

Dimorphisme sexuel : En période de reproduction, les mâles matures prennent une couleur bleu foncé.

## Comportement
Il aime se déplacer en petit groupe. 

Il ne s'effraye pas facilement à la vue des plongeurs ; il s'en approche même parfois.

## Reproduction
Le mâle veille sur les œufs. Lors de cette garde ses écailles virent au bleu foncé. Son comportement devient agressif envers tout intrus près du nid.

## Divers
Il existe un poisson très similaire à Abudefduf saxatilis : Abudefduf taurus.

## Sources
Paul Humann et Ned Deloach, Reef Fish Identification, p. 135